# اس‌اس‌ال‌تی

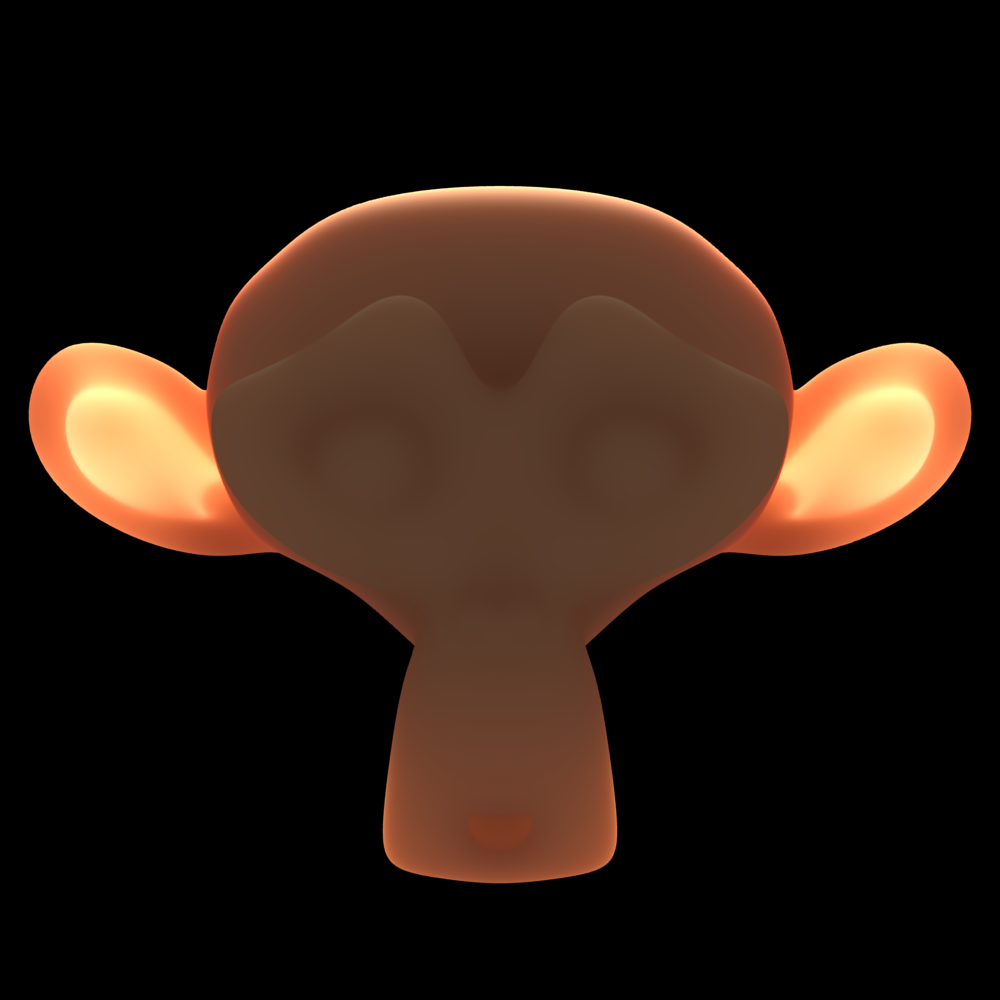
نمونه‌ای از اس‌اس‌ال‌تی که در بلندر اجرا شده‌است.

اس‌اس‌ال‌تی (به انگلیسی: SSLT; Subsurface light transport) بخشی از رندرینگ سه‌بعدی و مکانیزمی برای انتقال نور است. در گرافیک کامپیوتری، این اصطلاح به متریال‌هایی اشاره می‌کند که در آنان، نور به درون سطح متریال نیز وارد می‌شود و به گونه‌ای از سطح آن، می‌گذرد. هنگامی که نور از سطح یک متریال می‌گذرد و به درونش نفوذ می‌کند، بخشی از پرتوهای نور، زیر سطح متریال پخش و بخشی از آن نیز جذب آن می‌شود. همچنین بخش اندکی از نور نیز از سطح بیرون آمده و به سوهای دیگر بازتاب می‌یابد. مهم‌ترین کاربرد آن نیز ساخت متریال پوست است.